# Епархия Ла-Паса (Южная Нижняя Калифорния)
Епархия Ла-Паса (лат. Dioecesis Paciensis in California Inferiori Meridionali) — епархия Римско-католической церкви с центром в городе Ла-Пас, Мексика. Епархия Ла-Паса входит в митрополию Тихуаны. Кафедральным собором епархии Ла-Паса  является церковь Пресвятой Девы Марии.

## История
13 апреля 1957 года Римский папа Пий XII издал буллу Qui arcana Dei, которой учредил апостольскую префектуру Южной  Нижней Калифорнии, выделив её из апостольского викариата Нижней Калифорнии (сегодня - Архиепархия Тихуаны).
1 марта 1976 года Римский папа Павел VI издал буллу Cum compertum, которой преобразовал апостольскую префектуру Южной Нижней Калифорнии в апостольский викариат.
21 марта 1988 года Римский папа Иоанн Павел II издал буллу Quandoquidem consilium, которой преобразовал апостольский викариат Южной Нижней Калифорнии в епархию Ла-Паса. В этот же день епархия Ла-Паса вошла в митрополию Эрмсильо.
25 ноября 2006 года епархия Ла-Паса вошла в митрополию Тихуаны.

## Ординарии епархии
- епископ Júan Giordani (1958 – 1972);
- епископ Gilberto Valbuena Sánchez (1972 – 1989);
- епископ Braulio Rafael León Villegas (1990 – 1999);
- епископ Miguel Angel Alba Díaz (2001 – по настоящее время).

## Источник
- Annuario Pontificio, Ватикан, 2005.
- Булла Qui arcana, AAS 49 (1957), стр. 139  (лат.)
- Булла Cum compertum, AAS 68 (1976), стр. 309  (лат.)
- Булла Quandoquidem consilium  (лат.)